# Кільцева дорога H16 (Катманду)
Кільцева дорога Катманду (неп. काठमाडौं चक्रपथ) — восьмисмугова кільцева дорога, що обертається навколо міст Катманду та Лалітпур. Загальна протяжність Кільцевої дороги становить 27 кілометрів. Вона має ширину проїзду 62 метри (з 31 м по обидва боки від центральної лінії).

## Маршрут
Дорога з’єднує такі основні місця, як Каланкі, Сатдобато, Гварко, Балкумарі, Котесвор, Тінкуне, Міжнародний аеропорт Трібхуван, Гаушала, Чабхіл, Сукедхара, Махараджгандж, Басундхара, Самахуші, Гонгабу, Баладжу та Сваямбунатх.

## Історія
У 2018 році ділянку протяжністю 9,5 кілометри було розширено до вісьми смуг у співпраці з китайським урядом. Щоб зменшити затори на Каланкі, у 2018 році був побудований перший у Непалі підземний перехід. У 2019 році Кільцева дорога стала місцем проведення змагань з велоспорту на Південно-Азійських іграх 2019 року.